# Caspar de Gelmini
 (mars 2012).
Si vous disposez d'ouvrages ou d'articles de référence ou si vous connaissez des sites web de qualité traitant du thème abordé ici, merci de compléter l'article en donnant les références utiles à sa vérifiabilité et en les liant à la section « Notes et références ».
Caspar de Gelmini, né à Berlin le 25 novembre 1980 , est un compositeur germano-italien et un artiste dans le domaine du cinéma expérimental.

## Biographe
Caspar de Gelmini (Italie/Allemagne), né en 1980, est compositeur. Il s’intéresse particulièrement à l’analyse spectrale pour l’instrumentation, mais aussi à la synthèse et la transformation des sons. Les collaborations avec les compositeurs Tristan Murail et Marco Stroppa l’ont particulièrement influencé. Il a étudié la composition à la Haute école de musique de Rostock, Weimar, Stockholm, Bâle, Salzbourg et Stuttgart. En 2014-2015, il suit une année de formation à l’Ircam et au Cnsmdp dans le cadre du programme d’échange Erasmus. Depuis 2017, il fait son doctorat à l'Université des Arts de Berlin sur la syntaxe musicale. Il a également étudié l'art avec une spécialisation en cinéma expérimental à l'Université des Arts de Braunschweig.

## Œuvres

### Cinéma expérimental
- 2019, Objects and Cells 3
- 2019, Objects and Cells 4
- 2020, Objects and Cells 1
- 2020, Life in the future
- 2020, Inside and Out
- 2020, Leipzig Noir
- 2021, Shibuya, ein Traum
- 2021, Kinoclub Helsinki: Exquisite futures
- 2022, Federn
- 2022, Nightline
- 2022, Bewegung
- 2023, Greenhouse Studies
- 2023, Notes on a line
- 2023, Remix
- 2023, Pixels
- 2024, Fractals
- 2024, Volcanoes
- 2024, Mikrokosmos Makrokosmos
- 2024, Once upon a time in X